# Mieczysław Pawłowski
Mieczysław Jan Pawłowski (ur. 1942) – polski inżynier i samorządowiec, prezydent Radomska (1990–1994). 

## Życiorys
Z wykształcenia jest inżynierem budowlanym. W 1990 uzyskał mandat radnego miejskiego Radomska z ramienia Komitetu Obywatelskiego i został wybrany na prezydenta miasta. Był działaczem Unii Demokratycznej i Unii Wolności, z ramienia UD ubiegał się bezskutecznie o mandat senatorski w wyborach w 1993. 
W wyborach w 1994 uzyskał ponownie miejsce w radzie miejskiej z ramienia Koalicji dla Radomska, jednak jego klub przeszedł do opozycji. 
Obecnie jest m.in. inspektorem nadzoru budowlanego w Radomsku oraz działaczem sportowym w Radomsku (w młodości był zawodnikiem Czarnych Radomsko oraz Concordii Piotrków). Działa również w Lidze Krajowej.